# 厲媯
厉妫，妫姓，谥厲，中国春秋时期陈国人，嫁给卫国国君卫庄公。
杨伯峻推测厉妫是陈桓公的姐妹，卫庄公先娶齐国的庄姜，无子。又娶厉妫，生孝伯，孝伯早亡。厉妫的妹妹戴妫生公子完，即后来的卫桓公。《公羊传》认为诸侯不再娶，杨伯峻根据《左传》《史记》，认为厉妫是卫庄公再娶的夫人。但庄姜没有去世，厉妫并非继室。